# Ministrymon clytie
Ministrymon clytie är en fjärilsart som beskrevs av Edwards 1877. Ministrymon clytie ingår i släktet Ministrymon och familjen juvelvingar. Inga underarter finns listade i Catalogue of Life.

## Bildgalleri

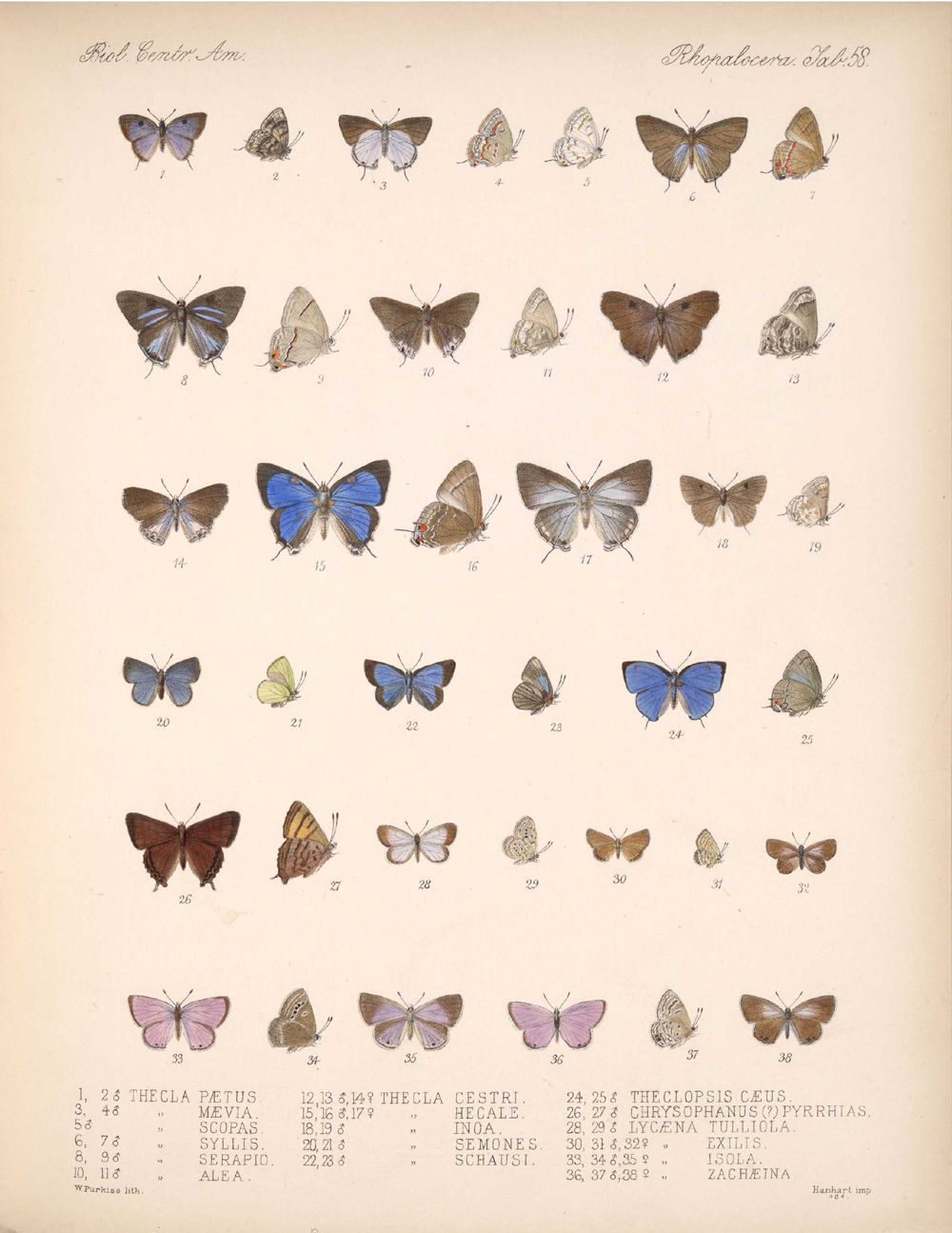
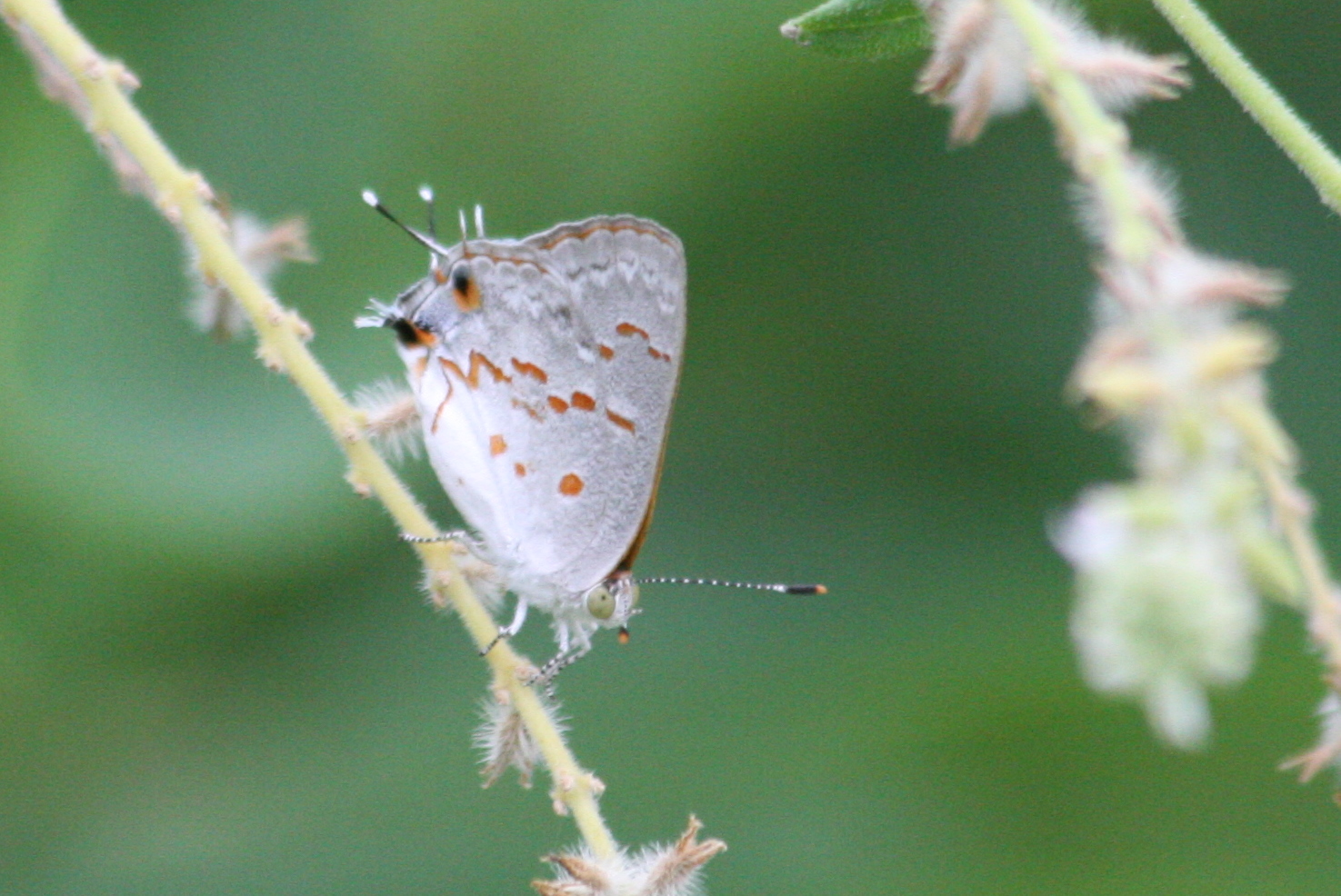